# 福田創
福田 創（ふくだはじめ、1968年 - ）は、日本の建築家。
1993年、日本大学理工学部建築学科卒業。建築設計事務所アーキブレーン建築研究所に勤務後、2001年に福田創デザイン事務所設立。
主な作品には「界壁の家」（2003年）、「横浜市Ｈ邸」、「大口の家」（2005年）、「葉山の家」（2007年）、「市川の家」（2008年）「寺尾の家」、「JING PLANNING オフィス家具」などがある。